# Euclidia suffusa
Euclidia suffusa là một loài bướm đêm trong họ Erebidae.